# Svetlana Alekseeva
Sveta Ugolyok, é o nome profissional de Svetlana Alekseeva (nascida em 1999 ou 2000) é uma modelo russa.

## Biografia
Aos quatro anos de idade, ela sofreu queimaduras em mais de 50% de seu corpo. Sua mãe a deixara sozinha em casa e a criança tentou queimar fios soltos de uma camisola com uma vela. Um cobertor sintético foi atingido pelo fogo, que se alastrou sobre o mesmo, atingindo a pele de Svetlana; o cobertor terminou se fundindo à sua pele. Svetlana permaneceu em coma por dois meses e sua pela ficou marcada pelas queimaduras. Sua mãe, uma alcoólatra, não a visitou no hospital e, posteriormente, a abandonou. Alekseeva passou parte de sua infância em um orfanato e sofreu bullying por causa de sua aparência. Aos 18 anos, ela disse: "Se a sociedade pressiona e intimida você, somente porque você tem alguma individualidade, isso não significa que eles estão certos".
Apesar de suas cicatrizes, Svetlana conseguiu se tornar uma modelo.

## Premiação
Em 2018, ela foi escolhida pela BBC como uma das cem mulheres mais inspiradoras e influentes da década. Na ocasião, foi dito que Svetlana, “apesar de ter sido vitimada por um acidente que quase a matou e deixou marcas em mais da metade de seu corpo, agora trabalha para ajudar outras pessoas igualmente marcadas a pensarem positivo sobre seus próprios corpos”